# Цеска, Антон
Антон Цеска (нем. Anton Ceska SVD, 8.12.1877 г., Австро-Венгрия — 1941 г., Ниигата, Япония) — католический священник, префект Ниигаты с 28 июня 1926 года по 1941 год, миссионер, член монашеской конгрегации вербистов.

## Биография
24 февраля 1905 года Антон Цеска был рукоположён в священника. 28 июня 1926 года Святой Престол назначил Антона Цеску префектом апостольской префектуры Ниигаты.
Скончался в Ниигате в 1941 году.